# Nederjoch
Nederjoch är ett berg i Österrike.   Det ligger i distriktet Innsbruck-Land och förbundslandet Tyrolen, i den västra delen av landet, 400 km väster om huvudstaden Wien. Toppen på Nederjoch är 2 001 meter över havet.
Terrängen runt Nederjoch är huvudsakligen bergig, men åt nordost är den kuperad. Runt Nederjoch är det ganska tätbefolkat, med 80 invånare per kvadratkilometer.. Närmaste större samhälle är Innsbruck, 9,9 km nordost om Nederjoch. 
I omgivningarna runt Nederjoch växer i huvudsak barrskog.